# Associació de Suport al Règim Imperial
L'Associació de Suport al Règim Imperial (en japonès: 大政翼贊會/大政翼賛会, Taisei Yokusankai) va ser una organització i partit polític japonès fundat l'any 1940 per l'aleshores Primer Ministre del Japó, Fumimaro Konoe. Va ser el resultat de la unió de diversos partits polítics dominants en l'esfera política japonesa dels anys 30 i 40. El partit va actuar de facto com a partit únic de l'Imperi del Japó fins a la fi de la Segona Guerra Mundial.

## Història
L'any 1940, l'aleshores Primer Ministre Fumimaro Konoe va decidir fusionar els diversos partits més importants de l'època en un de sol per evitar diferències polítiques en un moment en què el Japó es trobava en guerra amb la Xina. Seguint les recomanacions de l'associació de recerca Shōwa, el primer ministre Konoe va concebre el nou partit com una formació pretesament reformista que ajudés a superar les diferències entre les diferents faccions polítiques, militars i de poder. A l'estiu de 1937, Konoe va reunir 37 membres de tot l'espectre polític. El primer ministre va proposar originalment que el partit estiguera organitzat sota línies sindicalistes, amb nous membres assignats a branques professionals, i que es desenvolupessin vies per a la participació massiva del poble en la "defensa del règim imperial".

## Ideologia
Tot i començar essent una unió de tots els espectres polítics moderats del Japó de l'època, el Taisei Yokusankai prompte va derivar en un partit únic de caràcter nacionalista radical i fortament militarista (el partit mateix estava organitzat de forma militar). Malgrat que no tots els historiadors coincideixen en situar-lo en l'espectre del feixisme o el nazisme, el Taisei Yokusankai es pot considerar l'equivalent japonès, en tant que estructura de poder, del Partit Nacional Feixista o el Partit Nacional Socialista dels Treballadors Alemanys (malgrat que l'equivalent més proper d'aquest darrer al Japó va ser l'Aliança Nacional o el Tōhōkai). La ideologia del Taisei Yokusankai es basava en un fort component nacionalista, monarquista, al voltant de la figura de l'Emperador Showa, militarista, i partidari de l'expansionisme japonès així com d'un xintoisme d'estat.

## Resultats electorals

### Cambra de Representants
| Any  | Líder       | Escons    | Pos. | Govern |
| ---- | ----------- | --------- | ---- | ------ |
| 1942 | Hideki Tojo | 381 / 466 | 1r   | Govern |

## Líders
| Núm. | Líder                      | Foto | Títol                      | Inici                | Final                |
| ---- | -------------------------- | ---- | -------------------------- | -------------------- | -------------------- |
| 1    | Fumimaro Konoe (1891–1945) |      | Kizoku-in (Dieta Imperial) | 12 d'octubre de 1940 | 18 d'octubre de 1941 |
| 2    | Hideki Tojo (1884–1948)    |      | Forces Armades (Exèrcit)   | 18 d'octubre de 1941 | 22 de juliol de 1944 |
| 3    | Kuniaki Koiso (1880–1950)  |      | Forces Armades (Exèrcit)   | 22 de juliol de 1944 | 7 d'abril de 1945    |
| 4    | Kantarō Suzuki (1868–1948) |      | Forces Armades (Marina)    | 7 d'abril de 1945    | 13 de juny de 1945   |